# Karangasem (Bulu, Sukoharjo)
Karangasem is een bestuurslaag in het regentschap Sukoharjo van de provincie Midden-Java, Indonesië. Karangasem telt 1693 inwoners (volkstelling 2010).